# Сальников Михайло Степанович
Миха́йло Степа́нович Са́льников (21 листопада 1919 — 12 квітня 1978) — радянський танкіст часів Другої світової війни, механік-водій танка Т-34 2-го танкового батальйону 152-ї окремої танкової бригади (8-а армія, Ленінградський фронт), старшина. Герой Радянського Союзу (1945).

## Біографія
Народився 21 листопада 1919 року в місті Севастополі. Росіянин. Закінчив 5 класів школи. Працював трактористом у колгоспі села Москалівка Семиозерного району Кустанайської області (Казахстан).
До лав РСЧА призваний у 1938 році Семиозерним РВК. Брав участь у радянсько-фінській війні 1939—1940 років.
Учасник німецько-радянської війни з червня 1941 року. Воював механіком-водієм танка Т-34 у складі 106-го, 48-го й 2-го танкових батальйонів 152-ї окремої танкової бригади на Ленінградському фронті.
За роки війни отримав 4 поранення (2 важких і 2 легких).
Особливо старшина М. С. Сальников відзначився 18 червня 1944 року при прориві глибоко ешелонованої оборони супротивника північніше міста Тарту (Естонія). Перебуваючи у розвідці в складі екіпажу командира взводу лейтенанта Лєйкіна, в районі Сумма потрапив під вогонь ворожої 75-мм гармати. Один радянський танк загорівся, танк Сальникова отримав 2 пробоїни. Михайло Степанович стрімким маневром обійшов ворожу гармату з правого флангу й розчавив її гусеницями, знищивши обслугу в кількості 4-х осіб. Шлях для основних сил бригади був звільнений. Не полишаючи танка, взяв участь ще у 3-х атаках. Його екіпаж завдав ворогові істотної шкоди в живій силі і бойовій техніці: лише за червень 1944 року було виведено з ладу протитанкову гармату, спалені 4 автомашини і 2 бронетранспортери, підірвані 4 ДЗОТи й знищено десятки солдатів і офіцерів супротивника.
У 1947 році демобілізувався. Мешкав у Ленінграді, працював слюсарем на Адміралтейському заводі.
Помер 12 квітня 1978 року. Похований на Північному кладовищі в селищі Парголово Виборзького району Ленінградської області.

## Нагороди
Указом Президії Верховної Ради СРСР від 24 березня 1945 року за зразкове виконання бойових завдань командування на фронті боротьби з німецькими загарбниками та виявлені при цьому відвагу і героїзм, старшині Сальникову Михайлу Степановичу присвоєне звання Героя Радянського Союзу з врученням ордена Леніна і медалі «Золота Зірка» (№ 4552).
Також був нагороджений двома орденами Червоної Зірки (25.01.1943, 28.01.1944), орденом Слави 3-го ступеня (02.07.1944), медаллю «За відвагу» (02.04.1943) та іншими медалями.